# John Murphy (Leichtathlet)
John Murphy (John Leonard Murphy; * 23. März 1895 in Portland, Oregon; † 17. August 1972 in Midland, Michigan) war ein US-amerikanischer Hochspringer.
Bei den Olympischen Spielen 1920 in Antwerpen wurde er Fünfter mit 1,85 m.
1919 und 1920 wurde er US-Meister. Für die University of Notre Dame startend wurde er 1921 und 1922 NCAA-Meister. Seine persönliche Bestleistung von 1,957 m stellte er am 3. Juni 1922 in Iowa City auf.